# 捏合
捏合是指在固体物料中加入少量液体，制备均匀的塑性物料或膏状物料的过程。这类操作在制药业中应用广泛。捏合操作目的：是得到均匀混合物。处理物料的粘度或表观粘度都大于103厘泊，最高可达几亿厘泊。大多数是非牛顿流体，因此流动性极小。在捏合时，不可能象搅拌低粘度液体那样．利用分子扩散或湍流混合。捏合操作只有对处理物料的分散和混合两种作用。前者靠叶轮转动时产生的剪切力，把所需处理物料拉伸、撕裂成薄片，或者把固体颗粒聚集体粉碎和分散小直径颗粒。后者由叶轮推动物料产生相对运动，促使各物料混合。在捏合机中，物料要反复多次受到这两种作用，经过一段时间后，才能得到合格的产品。

## 捏合操作特点
- 捏合操作比其它任何混合操作都要困难。混合时间较长，最终只能得到统计的完全混合状态。
- 捏合操作要在单位体积加入能量(功率)很高的条件下，才能有效地操作，因此．捏合所消耗的功率很大，捏合机的工作容器较小。
- 捏合机的搅拌叶轮与机壁画间隙大小和叶轮形状对于操作非常重要。只有间隙很小，才能产生很高的剪切力促使物料分散。叶轮形状要适合需处理物料性质，才能控制物料在捏合机内的运动路径和运动范围，不断地把物料带到捏合有效区域。使物料中任何颗粒重复地经受有效力的作用，形成高效的捏合操作。
- 捏污操作也常伴着加热或冷却过程。待处理物科，特别是粘着性强的物料，很容易粘在壁面上，机内传热能力降低，结果造成机内物料的温度和粘度不均匀，这对捏合机的操作性能会急剧恶化。为了保证传热速率，拄制操作温度、要求捏合机的单位体积的传热面积很大，同时还要搅拌叶轮的叶片能够稳定而快速地刮除传热面上的黏着物料，并及时送向捏台有效区域。
- 物料的进料状况，对捏合操作极有影响。为了保证产品质量，减少功率消耗和混合时间，需预处理进料，如加入固体是微量的，且溶于某—组份中，应先将固体溶解于此组份内，再与其它组份进行捏合。在连续捏合机中，物料的预处理对保证捏合操作性能和产品质量尤为重要。

将溶液逐次加入不溶于该液体的固体颗粒中进行混合，液体与颗粒间的状态可分为：悬摆状、绳索状、毛细管状和泥浆状。
- 悬摆状：将少量液体加于固体中时，液体以毛细现象吸附在颗粒的接触点处，液体呈不连续状态，在颗粒的接触点以单触的点状存在。固体颗粒在各接触点处连续，存在于颗粒之间的空气也是连续的。
- 绳索状：在悬摆状的液固混合物中再加入少量液体．液体在颗粒接角点以绳索状延伸并相互连接在一起。此时液体、颗粒和空气三者完全呈连续态。若再加入一些液体，空气被封闭在液体之间而呈不连续状态。
- 毛细管状：在绳索状的物料中再加入液体，空气消失，成为毛细管状。
- 泥浆状：在水量很多的情况下，固体颗粒完全被水包围，整个物料成泥浆状。将液体加入固体粉末中进行混合时，即使加量很少也能引起结块现象。如将液体全部一次加入，则会在粉末的局部结成大团，对操作很不利。因此一般操作的开始先加入少量液体，使—-部分颗粒结成小团块．此时是糊团与颗粒混合，以悬摆状态的形式存在。液体量增加，形成的糊团增加，糊团在运动中破碎成小颗粒。再继续加入液体时，颗粒间相互粘附，形成一个外观均一的大团，此时以绳索状形式存在。而且搅拌的阻力上升很快，若对团块缓慢的施以外力可引起变形。

通常悬摆状混合物以压缩法制粒，绳索状和毛细管状以转动和压出制粒，而泥浆状物料以喷雾造粒为主。

## 捏合设备

### 小型混合器
小型混合器是一种常见的间歇式捏合机。在圆筒槽内的二块叶片除绕叶片轴旋转外，还作行星运动。叶片与槽壁间的间隙约0.8-1mm，叶片旋转时，掠过整个槽周边。于是在整个槽内，物料都被反复搅拌和混合。捏合好后升起叶片，使圆筒槽倾斜，卸出物料。此设备清洗亦较方便。
小型混合器这类设备操作性能优劣取决于叶片运动轨迹和叶片形式。对不同所需处理物料，叶片设计成不同形式；可在真空或加压下操作。槽的工作体积为4—1140升，电机功率消耗约0.09—45kw。一般常用于粘度较低的物料。如改变叶片形状．则可用于高粘度物料μ＝103Pa•s的捏合。

### 双臂捏合机
双臂捏合机是—种间歇式捏合机。机内安装有两块Z形叶片，在不同的转速下相向旋转，转数比约为1．9：l，因此，机内物料受到剪切、拉伸和分散等作用。同时，推动整个物料在轴向和径向上运动，叶片与槽壁间隙约为1mm，对物料还有挤压作用，消除了停滞区，故物料混合良好。
机内叶片的安装形式有两种：二叶片相切式和二叶片部分重叠式。相切叶片在转动时，不断地改变相对位置，从而能快速混合物料，在单位体积内，叶片掠过的传热面积大，传热速率较大，叶片上不易缠绕物料。而部分重叠叶片，则常用于处理粘着性物料，因有自清洗作用，能防止物料粘着在叶片上面。
双臂捏合机能处理物料的范围很宽，其相态可以是液相，固相或固液二相，粘度以500一106cp以上。随处理物料和操作要求不同．应适当调整叶片转速，或将叶片设计成不同形式。
- 标准Z形叶片是所有叶片形式中应用最广泛，有很好的混合作用，卸料和清洗都很方便。
- 分散型叶片的混合能力比Z形叶片低，但可产生更高的压缩剪力。故多用在使细颗粒分散于粘滞物料中。
- Beken型叶片对胀塑性、豫胶状物料的混合性能较好。在捏合开始以前，这类物料先被分割成小块，能量消耗较小，但对粘着性强的物朴，则难于卸料和清洗。
- 单弧形叶片常用在掺和纤维强筋入塑料内的情况。
- 双毂形叶片用在Z形叶片上易缠绕成团物料的情况。

双臂捏合机的消耗功率，在捏合操作期间是改变的，具有一最大值。故对机械强度的计算选用电动机的规格都要以此最大值为基准。

### 密炼机
密炼机也是间歇式捏合机。在∞字形混合室内，二个转子相同方向转动，转速略有不同。二转子之间，以及转子与混合室壁间间隙都很小，物料在这些区域内受到剪力作用，产生强有力的捏合。转子转速越大，捏合操作强度和捏合机生产能力也越大。故转子的周边速度是这类捏合机的主要因素。放大时，一般都保持转子周边速度相等。
物料在混合室内的充填量约占混合室体积的60％，密炼机才能正常操作。密炼机的消耗功率很大．由摩擦阻力产生的热量就很大，为了及时移出热量，尤其是处理热敏性药物口时，常在空心转子内和混合室外，用冷却水冷却，同样，如过程要求加热，则用蒸汽加热。密炼机的单位体积加入功率值达到6kw／升，能晕利用率较高，故属于高强度捏合机型。

### 螺带—螺旋式捏合机
螺带—螺旋式捏合机类似于同类型混合机。搅拌构件之外层为螺带并与壁面间隙较小．在内层轴心上为反向螺旋。搅拌构件转动时，能更好地上下翻动槽内物，与普通螺带式搅拌器比较，能量消耗降低些，混合效果更好。多用在处理粘度为9*104-106cp范围的药物。

### KO型捏合机
KO型捏合机为连续式单螺旋挤压机类型之一。在机内螺旋叶轮上，每一螺旋叶片都有三个切口，在内壁上侧有三列向内凹凸出的捏合齿、螺旋叶轮在机内旋转的同时，借助特殊传动机构，驱别螺旋叶轮在轴向上作往复运动。当螺旋叶轮旋转时，推送物料前进，而当往复运动时，捏合齿恰好通过螺旋叶片的切口，产生强大的捏合能力。因此，螺旋每旋转--次，捏合齿就捏台叶片间凹槽内的药物一次，因此在这短时间内即可达到很高的混合程度。
机壳上有夹套，可以分段加热或冷却，控制各段温度，适应给定过程中熔融，捏合和冷却等各区域的要求温度。
KO型捏合机的捏合能力强，生产量大．现有规格范围为50-500mm，消耗功率高达1746kw。

### M—P型捏合机
MP型捏合机为双螺旋连续捏合机。螺旋叶片为透镜形式，相互交错排列在两根轴上，当两轴旋转时，每一对叶片对药物产生切割、压缩及搓揉作用，并将药物输送到下一对叶片。如此多次地进行使药物混合良好。M—P型混合机多用在不需要高强度捏合的情况。叶片及轴都可以设计成空心形式增大传热面积。由于叶片相互掠过和叶片掠过机内壁面，清除了壁画及叶片面上粘着药物，具有自清洗功能，增大了传热速率和防止任何死角出现。M-P型捏合机规格有50—875mm，功率可达600km。

## 捏合机的选择
对于给定过程，适宜捏合机型式和大小的选择，还没有一个满意的基准。一般来说，必须考虑下列因素。
- 给定任务在生产过程中的位置、操作目的和要求的混合程度。
- 处现物料量、各组分的相对数量、物性(如粘度、密度、润湿性和粘着性)和各组分物性相差程度、处理物料对空气、水或热的敏感程度。
- 捏合过程是否要加热或冷却，加压或减压，或用惰性气体保护操作。
- 捏合机的进料、卸料、清洗是否方便和可靠，清洗频率等。
- 经济费用，即设备费、操作费和维修费等。

考虑到上述因素的影响程度，分析类似过程，经验地选出合适的捏合机型式。当缺乏规格和性能数据时，最好将处理物料在小型设备上进行试验，找出捏合机型式，控制因素和操作性能，如设备的生产能力、单位质量物料的功率消耗和停留时间等，为选用或设计放大设备提供数据。